# Söllingen
Söllingen település Németországban, azon belül Alsó-Szászország tartományban. Lakosainak száma 1560 fő (2023. december 31.).

## Népesség
A település népességének változása:
| Lakosok száma | 1689 | 1648 | 1630 | 1620 | 1612 | 1560 |
|               | 2016 | 2017 | 2019 | 2021 | 2022 | 2023 |